# Slaget ved Fodevig
Slaget ved Fodevig (Fotevik) i Skåne den 4. juni 1134 var den foreløbige afslutning på den borgerkrig, der begyndte efter mordet på Knud Lavard den 7.januar  1131.
Knuds halvbroder, Erik Emune, søgte hævn for mordet, der blev begået af Knuds fætter, kong Niels' søn Magnus. Efter en række sammenstød, hvor Erik Emune  blev besejret gang på gang, led Niels og Magnus et endegyldigt nederlag ved Fodevig i 1134. De blev overrasket ved et lynangreb på en helligdag af Erik Emunes hær, der var forstærket med 300 lejede tyske ryttersoldater og ærkebiskop Assers hird. Ærkebiskoppen sluttede sig til Erik Emune fordi han var misfornøjet med, at Niels havde givet den tyske kejser overhøjhed over Danmark, så ærkebiskoppen blev degraderet til biskop og underlagt ærkebiskoppen af Hamburg-Bremen.
Magnus og fem danske bisper, der havde taget parti for kongen, faldt i slaget. Niels flygtede til Slesvig, hvor borgerne hævnede Knud Lavard ved at myrde kongen den 25. juni 1134.
55°27′N 12°58′Ø / 55.45°N 12.97°Ø